# Loser Like Me (Glee)
Loser Like Me er premiereepisoden på den sjette sæson af den amerikanske musikalske tv-serie Glee og den 109. overordnede set. Episoden blev skrevet af samtlige af seriens skabere Ryan Murphy, Brad Falchuk og Ian Brennan, instrueret af Bradley Buecker, og første gang sendt den 9. januar 2015 på Fox i USA sammen med den næste episode, "Homecoming", som en særlige to-timers premiere.
Episoden starter på et nyt skoleår på McKinley High, hvor Principal Sylvester (Jane Lynch) har opløst alle hold, som dyrker forskellige kunstarter. Efter den episke fiasko i den allerførste episode af hendes semi-selvbiografisk tv-serie, har Rachel Berry (Lea Michele) besluttet at genindfører kunst og genopliver koret på McKinley med hjælp fra sin bedste ven Kurt Hummel (Chris Colfer). Blaine Anderson (Darren Criss) er nu træner for Dalton Academys kor, og Will Schuester (Matthew Morrison) coacher nu McKinleys bitre rivaler, Vocal Adrenaline.
Episoden fik positive anmeldelser fra kritikerne, de fleste af dem bemærkede, at episoden minder om Glees første sæsoner.

## Plot
Efter Rachel Berrys (Lea Michele) tv-show, That’s So Rachel, var en enorm fiasko, vender hun tilbage til sit hjem i Lima og finder ud af, at hendes forældre er ved at blive skilt og sælger hendes barndomshjem.
Blaine Anderson (Darren Criss) er træner for Dalton Academy Warblers, fordi han begyndte ikke på sine NYADA klasser og fik sparket efter opløsningen af hans forhold til Kurt Hummel (Chris Colfer). Sam Evans (Chord Overstreet) er den assisterende fodboldtræner på McKinley High, og hjælper Coach Beiste (Dot-Marie Jones). Kurt på NYADA, får lov til at forlade skolen og New York på grund af en studieopgave. Han vender tilbage til Lima for at få Blaine tilbage. Rachel går til skolebestyrelsen og overbeviser formanden, om at genindføre koret, men han ønsker at Rachel skal lede det. Hun spørger Kurt om hjælp og Sue Sylvester (Jane Lynch) er imod det. Will Schuester (Matthew Morrison) er nu korleder for New Directions rivaler, Vocal Adrenaline.
Kurt mødes med Blaine på en homoseksuel bar, og fortæller ham, at han er ked af det, og at han vil have Blaine tilbage. Blaine fortæller Kurt, at han nu dater nogen, og Kurt begynder at gå i panik. Dave Karofsky (Max Adler)  kommer over, og det bliver afsløret, at han er Blaines nye kæreste. Kurt er trist, går til toiletterne og begynder at græde.
Will besøger Rachel i hans gamle kontor, hvor hun udtrykker, at Broadway stadig er hendes drøm. Denne episode slutter med Rachel der kan opsættes en tilmeldingsark til koret.

## Produktion
De tilbagevendende tilbagevendende karakterer, der vises i episoden omfatter McKinley Highs tidligere rektor Figgins (Iqbal Theba), den tidligere bølle Dave Karofsky (Max Adler), Bob Harris (Christopher Cousins), showrunner på Rachels serie Lee Paulblatt (Jim Rash) og en af Rachels fædre LeRoy Berry (Brian Stokes Mitchell). Tre nye tilbagevendende figurer blev indført: den nye forsanger i Vocal Adrenaline, Clint (Max George), den nye kormedlem Roderick (Noah Guthrie), og Spencer Porter (Marshall Williams), en homoseksuel fyr, der spiller fodbold. 
Den tidligere tilbagevendende gæstestjerne Dot-Marie Jones som Shannon Beiste slutter sig de vigtigste karakterer efter fire år som en gæstestjerne. Skuespiller og sanger Amber Riley, der spiller Mercedes Jones, vender tilbage til hovedrollerne i denne episode, selv om hun er fraværende. Melissa Benoist, Alex Newell, Blake Jenner, Becca Tobin, Jacob Artist, Naya Rivera, og Jenna Ushkowitz (som henholdsvis Marley Rose, Wade "Unique" Adams, Ryder Lynn, Kitty Wilde, Jake Puckerman, Santana Lopez, og Tina Cohen-Chang) blev degraderet til tilbagevendende gæstestjerner. Det er dog stadig usikkerhed om Benoist, Jenner, og Artist vil vende tilbage til sidste sæson.
Episoden har fem musikalske coverversioner. To af dem er udført af Michele som Rachel Berry, som er "Uninvited" af Alanis Morissette og "Let It Go" fra filmen Frozen. Michele og Criss udfører "Suddenly Seymour" fra Little Shop of Horrors, mens Criss og Dalton Academy Wablers udførte Ed Sheerans "Sing". Max Georde synger Dance the Night Away af Van Halen med Vocal Adrenaline. Inkluderet musikken fra denne episode, blev EP'en Glee: The Music, Loser Like Me udgivet den 5. januar 2015.

## Modtagelse

### Vurderinger
Episoden fik 2,34 millioner seere og en bedømmelse på 0,7 ud af 2 i aldersgruppen 18-49, hvilket gør den til den sjette mindst sete sæsonpremiere i seriens historie.

### Kritisk respons
"Loser Like Me" fik positive anmeldelser af kritikerne. Lauren Hoffman fra Vulture sagde, at episoden var "indgivet af følelser", og at det var "sjovt, smart, og virkelig rørende på tid". Christopher Rogers fra Hollywood Life sagde, at han "elskede sæson seks' premiere og føler, at Glee kommer til at gå ud med et brag". A.V. Clubs Brandon Nowalk sagde, at "Loser Like Me" får seerne til stadig at se showet og var "kommet tilbage i spillet". "'Loser Like Me' er en glidende overgang fra sæson fem", sagde han. Miranda Wicker fra TV Fanatic gav udtryk for, at hun ikke kan holde op med at se Glee . "Når New Directions kommer ind i dit blod, er de kommet for at blive", sagde hun.

## Eksterne links
- Loser Like Me på Internet Movie Database (engelsk)
- Loser Like Me hos TV.com (engelsk)